# 家書
家書，又稱族書，是家裡的人互相用信紙傳達給對方目前家況的書信，通常是在家裡有事的情況下，家中的長輩或家長會將書信寄到遠在外頭的子女看，稱為家書。
近代最出名的家书是《曾國藩家书》，记录了曾國藩在清道光29年至同治10年前后达30年的翰苑和从武生涯，近1400封。所涉及的内容极为广泛，是曾國藩一生的主要活动和其治政、治家、治学之道的生动反映。